# Гачинский, Владимир Владимирович
Гачинский Владимир Владимирович (8 июля 1961, Петропавловск, Казахстан — 2005) — художник, акварелист, авангардист. Член Союза художников Республики Казахстан(1991). Он в числе художников, находившихся у истоков авангардных поисков в искусстве Казахстана. Награжден премией Акима Северо-Казахстанской области за вклад в духовное развитие региона в год поддержки культуры в 2000 г. и юбилейной медалью к «10-летию Республики Казахстан» в 2002 г. 

## Биография
Родился 8 июля 1961 года в Петропавловске. В этом же городе жил и работал. Сын Северо-Казахстанского скульптора Гачинского Владимира Ивановича. В 1986 году окончил художественное училище им. Шадра в Свердловске (ныне Екатеринбург).

## Творчество
Владимир Гачинский в числе других молодых художников 80-х находился у истоков авангардных поисков в искусстве Казахстана. Несмотря на большую географическую удаленность от культурного мегаполиса — Алматы, практически полную изоляцию художественной жизни Петропавловска в 90-е годы, творчество Гачинского концептуально органично искусству «новой волны» Казахстана, являясь примером подтверждения единых законов развития изобразительного искусства. Неутолимая жажда первооткрывателя и экспериментатора, огромная восприимчивость, творческая активность привели художника к аналогичным результатам в бесконечных поисках своего понимания мира.
Юношеское увлечение археологией, переросшее в повышенный интерес к истокам национальных, в первую очередь тюркских культур, как средоточия знания о Вселенной, стремление понять и выразить невидимые законы, управляющие жизнью, стали неотъемлемой частью творчества Гачинского.
Не последнюю роль в художественной жизни Владимира играет современная музыка New Age, New Pomantic, сочетающая этнические мелодии и электронную обработку. Эта музыка становится одной из составляющих творческого процесса в мастерской художника. Работы Гачинского можно рассматривать как своеобразную материализацию идей, заложенных в New Age. Этнические первоэлементы художник преломляет и обрабатывает в духе нового времени, используя богатый арсенал выразительных средств современного искусства, а так же изобретая что-то новое.
Рассматривая творческие поиски Гачинского, можно говорить о его увлечении теориями В. Кандинского, о преклонении перед мастерами искусства XX века П.Клее, Г.Климтом, о любви к модерну. Но, несомненно, художник выработал свой, сугубо индивидуальный, постоянно развивающийся, мобильный стиль. В нем проявляются экспрессионистические черты с ярко выраженным декоративно-орнаментальным началом, многократно усиленным благодаря богатому колористическому видению художника.
За внешней красочностью, декоративностью, активной работой с материалом и формой, удивительными находками фактуры, линии кроется драматическое звучание создаваемых образов, продиктованное эсхатологическими идеями, пронизывающими все искусство XX века. Здесь сказываются и сложные социально-политические изменения в жизни общества на рубеже 90-х годов, и, непосредственно, увлечение художника идеями шамбхалинского учения о «циклической Вечности», связанными с тюркской культурой.
В творчестве художника тесно переплелись Восток и Запад. Его домом становится Вселенная, и это неудивительно. Поляк по происхождению, воспитанный в русских традициях, получивший российское образование, художник живет и работает в Северном Казахстане, где с древности пересекались крупнейшие пути, соединяющие Европу, Сибирь и Среднюю Азию, где сформировалась настолько сложная этническая картина, что трудно выделить превалирующую культуру. Это, в первую очередь, и определяет Вселенское мышление художника.
Участник более 30 выставок, в том числе:
80-е гг. — молодежные, республиканские, зональные, всесоюзные выставки
1989 — «Перекресток». Алматы
1991 — «Русская зима». Международный фестиваль в Коро (Франция)
— «Тау-Тургень». Симпозиум молодых художников Казахстана. Алматы
1992, 1994, 1995, 1998, 2000, 2003 — персональные выставки. Петропавловск
1994 — галерея «Тенгри-Умай». Алматы
— совместная выставка. Галереи «Московская палитра» — «Петро-Арт». ЦДХ. Москва (Россия)
— групповая выставка. Галереи «ИР-АРТ» — «Петро-Арт». ЦДХ. Москва (Россия)
— международная выставка «Космос и человек». ЦДХ. Москва (Россия)
1997 — персональная выставка. Екатеринбург (Россия)
1996,1997 — галерея «Каменный пояс». Челябинск (Россия)
1999 — персональная выставка «Найти чело — века». Галерея «Тенгри-Умай». Алматы
1999 — I международная биеннале станковой графики. Новосибирск (Россия)
1999  — Фестиваль «Жигер 1999». ЦГМ РК. Алматы
2000 — Международный фестиваль мастер-класс «Шелковый путь культуры». ЦГМ РК. Алматы. Лауреат фестиваля.
2000 — Персональная выставка «Арт-ландшафт I». Галерея «Тенгри-Умай». Алматы
1997, 2001 — выставка произведений художников Северного Казахстана. Астана
2001 — выставка произведений художников Северного Казахстана. Костанай
2002 — Персональная выставка «Арт-ландшафт II». Галерея бизнес-центра «Редиссон Славянской». Москва (Россия)
2002 — Международный фестиваль «Тенгри-Умай». ГМИ им. А. Кастеева. Алматы
1. ↑  Гачинский В. | Мансарда художников. art-mx.ru. Дата обращения: 9 февраля 2022. Архивировано 9 февраля 2022 года.